# Moldavian Airlines
Moldavian Airlines este o companie privată regională înființată în 1994 ce operează zboruri către Budapesta, Istanbul și Timișoara în colaborare cu Carpatair.

## Istorie
Compania a fost înființată în anul 1994 de Nicolae Petrov, iar primul avion (împrumutat) a fost un Iak-42 cu care au fost operate zboruri regulate între Chișinău și Moscova,. În anii următori au fost cumpărate aeronave Iak-49 și Tupolev Tu-134.
Începând cu 1997, compania s-a orientat către avioane  mai moderne de tip Saab 340 și au început să opereze și pe destinații din Europa Centrală (Budapesta). În 2010, Moldavian face parte din același grup cu compania Carpatair, și operează mai mult pe destinațiile acesteia.
Pe lângă transportul de pasageri, compania mai oferă și servicii de cargo și handling pe aeroportul din Chișinău.

## Destinații
Are ca destinații proprii doar două, amândouă cu plecare din Chișinău:
- Chișinău - Istanbul
- Chișinău - Timișoara

## Flota aeriană
Compania Moldavian Airlines deținea în Iulie 2011 o singura aeronava , cu o vârstă de 15,7 ani.
| Aeronava  | Total | Pasageri | Pasageri | Pasageri | Tip Motor               | Rute                           | Obsrevații                |
| Aeronava  | Total | J        | Y        | Total    | Tip Motor               | Rute                           | Obsrevații                |
| --------- | ----- | -------- | -------- | -------- | ----------------------- | ------------------------------ | ------------------------- |
| Saab 2000 | 1     | 0        | 50       | 50       | 2 x RR Allison AE 2100A | Budapesta, Istanbul, Timișoara | opereaza pentru Carpatair |

### Flotă retrasă[1]
- 1 Fokker 100- 105 locuri
- 1 Yak-42
- 2 Yak-40
- 1 Tupolev TU-134
- 1 Saab 340